# Кабельна галерея
Ка́бельна галере́я — надземна або підземна кабельна споруда, закрита повністю або частково, що використовується для прокладання електричних кабелів.

## Застосування і типи
Колони і балки є головними несучими будівельними конструкціями кабельних галерей. Їх виготовляють із сталевого прокату або залізобетону. Галереї будують для одностороньої і двухстороньої прокладки кабелів. Двухсторонні галереї застосовують для 50-60 силових кабелів.
Існують галереї таких видів:
- непрохідні;
- прохідні, які обладнані для обслуговування і монтажу спеціальними майданчиками (мостиками).

Прохідні галереї використовують для відносно великої кількості кабелів. Між опорами галерей є проміжки, довжина яких складає зазвичай 12 м, рідше — 6 м.
Прохідні галереї обладнані сходами, відстань між якими складає до 150 м.
Підлога кабельних галерей може бути решітчастою або суцільною. В підлозі галерей передбачені монтажні отвори, призначені для підйому конструкцій з кабелю.